# Guillermo Piedrabuena
José Antonio Guillermo Piedrabuena Richard (Santiago, 17 de enero de 1937) es un abogado chileno. Fue el primer Fiscal Nacional del Ministerio Público de Chile, ejerciendo dicho cargo entre 1999 y 2007.

## Primeros años de vida
Es hijo del abogado y ex Primer Alcalde de Ñuñoa Guillermo Piedrabuena Bories y de Lucía Richard Barnard, quien era hija del abogado y ex parlamentario Enrique Richard Fontecilla.
Estudió en el Colegio Saint George's College. Es abogado egresado de la Pontificia Universidad Católica de Chile. Fue presidente del Consejo de Defensa del Estado entre 1990 y 1994. También ha sido abogado integrante de la Corte de Apelaciones de Santiago y de la Corte Suprema de Justicia de Chile.
Se ha desempeñado como profesor titular de derecho procesal de la Universidad de Chile y de la Universidad Gabriela Mistral; consejero del Colegio de Abogados de Chile, y presidente del Tribunal Especial de Propiedad Industria.

## Primer Fiscal Nacional
En la trascendental Reforma Procesal Penal realizada en Chile en 1997 y en especial en la nueva Ley del Ministerio Público, se creó la figura del Fiscal Nacional, que constituía la novedad más importante de este proceso, pues le correspondía poner en práctica el nuevo sistema de administrar la justicia criminal en el país, a través de un juicio oral, en momentos en que la tasa de delincuencia se incrementaba y la seguridad ciudadana aparecía como una de las principales preocupaciones.
Todos los aspirantes al puesto debían ser chilenos con derecho a sufragio. Poseer título de abogado y ejercicio profesional de al menos 10 años. Tener en el momento del nombramiento no menos de 40 años cumplidos y no más de 65 y no estar sujeto a ninguna incapacidad o incompatibilidad prevista en la ley. Entre los solicitantes se encontraban los abogados Davor Harasic Yaksic, Vivian Bullemore Gallardo, Jorge Bofill Genzsch, Roberto Ruiz Pulido, Jorge Balmaceda Morales, Juan Ignacio Correa Amunátegui, Gustavo Cuevas Farren, Jorge Ochsenius Vargas, Waldo Pinto Tocigl y Guillermo Piedrabuena Richard. Este último fue el seleccionado para desempeñar el cargo.
Piedrabuena fue nombrado primer Fiscal Nacional, el 30 de noviembre de 1999. Dejó el cargo el 30 de noviembre de 2007, cuando asumió el puesto Sabas Chahuán Sarrás, quién se desempeñó anteriormente como Fiscal de Santiago Occidente.
Durante su gestión, en 2005, fue nombrado presidente de la Asociación Iberoamericana de Ministerios Públicos, cargo para el que fue reelegido en la Asamblea celebrada en 2006 en Santiago de Chile. En octubre de 2007, y ante la proximidad del fin de su mandato como fiscal nacional de Chile, cesó en el cargo en la Asamblea celebrada en Madrid, siendo sustituido por Cándido Conde-Pumpido, fiscal general de España.

## Publicaciones
Ha publicado dos interesantes libros de memorias relativos a los cargos más importantes que ha desempeñado. El primero, en 2009, 33 años de Historia del Consejo de Defensa del Estado, después de haber sido Presidente de dicha Institución. Y, el segundo, en 2011, Memorias del Primer Fiscal Nacional, recogiendo las dificultades de la puesta en marcha de esta complicada institución